# Shay Given
Shay Given (Lifford, 20 aprile 1976) è un allenatore di calcio ed ex calciatore irlandese, di ruolo portiere.
È primatista di presenze (62) con il Newcastle nelle competizioni calcistiche europee.
Lasciò il Celtic nel 1994, poiché considerato un esubero. Firmò per il Blackburn Rovers, nel quale non trovò spazio, e venne prestato al Sunderland che vinse la First Division nell'annata 1995-1996. Da qui ebbe inizio la sua ascesa; firmò per il Newcastle United nel 1997 e mantenne un rendimento costante nei tanti anni in cui ha militato in Premier League.
Perse due finali consecutive in FA Cup, nel 1998 e nel 1999, ma si consolò qualche anno dopo quando venne inserito nella squadra dell'anno della PFA per due volte (2002 e 2006). Con il Newcastle giocò in Coppa UEFA e in UEFA Champions League. Vinse la Coppa Intertoto nel 2006 e, nella stagione 2001-2002, fu parte integrante della squadra che lottò per il titolo inglese. Presentò una richiesta di trasferimento durante la stagione 2000-2001 per aver perso il posto da titolare, ma non venne ceduto e riconquistò ben presto il suo posto in squadra che mantenne ininterrottamente, collezionando un totale di 462 presenze che lo collocano al terzo posto nella classifica di tutti i tempi dietro a Lawrence e Hudspeth.
Dopo oltre undici anni di militanza nelle file del Newcastle United, il 1º febbraio 2009 venne acquistato dal Manchester City, da poco di proprietà dello sceicco Mansour bin Zayed.
Esordì precocemente a livello internazionale, nel marzo 1996, all'età di 19 anni. Partecipò al campionato del mondo 2002 in cui giocò un ruolo importante nella squadra che raggiunse la fase ad eliminazione diretta.
Nel 2009 il Daily Telegraph lo ha inserito nel "Premier League team of the decade", la selezione degli undici migliori giocatori della Premier League degli anni 2000.

## Caratteristiche tecniche
(Giovanni Trapattoni)
Era ritenuto tra i migliori portieri della Premier League, oltre che uno tra i più sottovalutati; Given era un calciatore agile, dotato di grande reattività e senso dell'anticipo.

## Carriera

### Club

#### Gli inizi
Nato a Lifford nel 1976, Given iniziò la sua carriera calcistica nella squadra della sua città: il Lifford Celtic. Conseguì un discreto successo quando giocò la semifinale della FAI Junior Cup a Dundalk. All'età di quattordici anni, le prestazioni di Given attirarono l'attenzione del Celtic, squadra scozzese che tifava da bambino, e fu invitato ad allenarsi nelle giovanili dei biancoverdi che stavano facendo un tour in Irlanda (1991). Given firmò un contratto con il Celtic l'anno dopo, quando l'allenatore degli scozzesi era l'irlandese Liam Brady. Given trascorse due stagioni in Scozia ma non riuscì a debuttare in prima squadra nonostante fosse stato convocato per l'Old Firm contro i Rangers Football Club il 1º gennaio 1994. Le prestazioni nelle giovanili del Celtic attirarono l'attenzione di Kenny Dalglish, allenatore del Blackburn, e Given si trasferì gratuitamente in Inghilterra nell'estate del 1994. Given approdò al Blackburn nell'estate del 1994 quando i biancoblu si accingevano a vincere il titolo nazionale della stagione 1994-1995. Shay trovò pochissimo spazio poiché il portiere titolare era Tim Flowers, nazionale inglese e collezionò una sola presenza in League Cup. Nella prima metà della stagione 1995-1996 venne ceduto in prestito allo Swindon Town, club di Second Division, e collezionò 5 presenze prima di tornare alla base a fine anno 1995. Nel gennaio 1996 Given venne ceduto in prestito al Sunderland, club di First Division, nel quale collezionò 17 presenze di cui ben 12 senza subire reti. Il Sunderland, anche grazie a Given, ottenne la promozione in FA Premier League.

#### Newcastle United
(Thierry Henry)

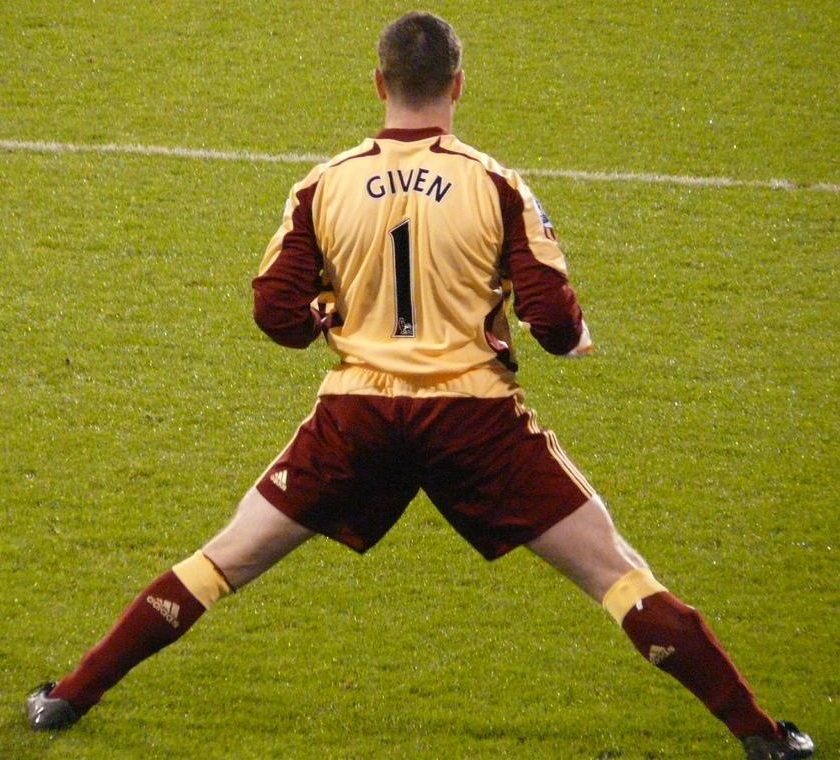
Given in campo per il Newcastle nel 2007

Le prestazioni dell'ultimo semestre catturarono di nuovo l'occhio di Kenny Dalglish, appena diventato allenatore del Newcastle, che chiese l'acquisto di Given. Siamo nell'estate del 1997 e Given si trasferì al Newcastle per 1,5 milioni di sterline. Debuttò il 9 agosto 1997 nella vittoria casalinga per 2-1 sul Sheffield Wednesday e stabilì immediatamente la sua leadership nel ruolo, costringendo in panchina i vari Srníček, Hislop e Harper. Nel 1998 ha guidato la squadra fino in finale di FA Cup poi persa contro l'Arsenal ma rimase in panchina nella successiva edizione, 1999, quando Harper giocò al suo posto. Anche stavolta il Newcastle perse per mano del Manchester United. Given presentò una richiesta scritta di cessione nel dicembre 2000 poiché si infortunò alla coscia durante una partita contro il Leeds United ed al rientro si ritrovò riserva di Harper. Sir Bobby Robson disse: "Noi abbiamo due portieri molto, molto bravi. Ho sempre detto che non c'è una coppia di portieri migliore nella Premiership". Il club respinse la richiesta che fu poi revocata dal calciatore che precisò che la sua intenzione era quella di "manifestare la sua frustrazione per essere stato lasciato fuori" e che "non aveva alcuna intenzione di lasciare il club". Harper si infortunò quasi subito e Given riottenne il suo posto di titolare. A fine stagione avrà collezionato 34 presenze in campionato. Nella stagione 2001-2002 l'irlandese disputò tutte e 38 le partite di Premiership, confermandosi una rivelazione del campionato in cui il Newcastle arrivò quarto qualificandosi ai preliminari di 2002-2003; Given venne infatti incluso nella Squadra dell'anno della PFA. Ad inizio stagione, nell'agosto 2001, aveva disputato la Coppa Intertoto, torneo perso in finale contro il Troyes a.C.: dopo lo 0-0 ottenuto in terra francese, i Magpies subirono un rocambolesco 4-4 casalingo, che incoronò i francesi per la regola dei gol in trasferta. In estate ha disputato da titolare il campionato del mondo 2002. Durante la stagione 2002-2003 Given giocò di nuovo tutte e 38 partite di campionato e il Newcastle arrivò terzo riqualificandosi per la Champions dell'anno successivo. Sempre nella stagione 2002-2003, in Champions League, con Given tra i pali, il Newcastle superò agevolmente la doppia sfida con il Željezničar con un totale di 5-0 e si qualificò alla fase a gironi. Given giocò anche le successive tre gare europee, tutte perse dai Magpies. Nelle due successive gare, entrambe vinte, l'irlandese fu sostituito da Harper. Given tornò titolare nell'ultima sfida, nei Paesi Bassi contro il Feyenoord, decisiva ai fini del passaggio del turno; il Newcastle vinse 3-2 e si qualificò alla seconda fase a gironi. Nella seconda fase a gironi Given giocò tutte e sei le partite ma il Newcastle non si qualificò al turno successivo, arrivando terzo alle spalle di Barcellona e Inter. Nel febbraio del 2003, Given fu incluso nella lista dei papabili vincitori del premio per la miglior parata degli ultimi 10 anni, indetto per l'anniversario della nascita della FA Premier League. La sua parata in questione fu effettuata su un gran tiro di Kevin Phillips il 24 febbraio del 2002. A vincere fu però Peter Schmeichel. Il 30 aprile 2003, avendo disputato la sua 41ª partita in nazionale irlandese, divenne il giocatore del Newcastle con il maggior numero di presenze in nazionale, superando Alf McMichael che ne collezionò 40. Nella stagione 2003-2004 il Newcastle arrivò quinto in campionato, qualificandosi per la Coppa UEFA 2004-2005; Given disputò per la terza stagione consecutiva tutte e 38 le partite. In ambito europeo il Newcastle perse 4-3 ai rigori contro il Partizan nei preliminari e non si qualificò per la fase a gironi della Champions League. Il Newcastle finì quindi in Coppa UEFA, arrivando fino alle semifinali, eliminato dall'Olympique Marsiglia. L'estremo difensore irlandese collezionò 2 presenze su 2 in Champions League e 11 su 12 in Coppa UEFA per un totale di 13 gettoni europei stagionali. Il suo record di presenze consecutive in Premier League è di 140, stabilito tra il 2000 e il 2004, ultima delle quali il 7 novembre 2004, sconfitta per mano del Bolton Wanderers. Given dovette saltare la partita successiva (contro il Fulham) poiché c'era il compleanno di suo figlio. Davanti alle sue 140 presenze consecutive ci sono solo le 159 di David James e le 164 di Frank Lampard. Nella stagione 2004-2005 Sir Bobby Robson venne sostituito da Graeme Souness nel mese di settembre e il Newcastle arrivò quattordicesimo; Given disputò 36 incontri su 38. Il 16 settembre 2004, nella sfida di Coppa UEFA vinta 2-0 contro il Bnei Sakhnin, il portiere irlandese giocò la sua 39ª partita europea con i Magpies superando Shearer. Nella stessa stagione Given giocò 12 incontri di Coppa UEFA aiutando il Newcastle ad approdare ai quarti di finale, poi persi contro lo Sporting Lisbona. In FA Cup totalizzò 3 presenze, poiché in Coppa di solito gioca il portiere di riserva; il Newcastle arrivò in semifinale, eliminato dal Manchester Utd. Col gol subìto dal Wigan, il 15 ottobre 2005, Given arrivò al suo record di imbattibilità nella Premiership, che è di 387 minuti. Nella stagione 2005-2006 il Newcastle si piazzò settimo e Given collezionò, per la quarta volta, 38 partite su 38. In Coppa Intertoto 2005 Given disputò 3 incontri; il Newcastle venne eliminato in semifinale dal Deportivo La Coruña e perciò non entrò in Coppa UEFA. Il 9 aprile 2006 in occasione di Middlesbrough 1-2 Newcastle, Given festeggiò la sua 400ª presenza in carriera. Dopo l'infortunio di Shearer, l'irlandese poté indossare la fascia di capitano. Il 12 maggio 2006 firmò un nuovo contratto quinquennale con i Magpies ed a fine stagione venne inserito per la seconda volta nella Squadra dell'anno della PFA. Alla fine della stagione, risultò che Given ebbe disputato tutte le partite di campionato del Newcastle degli ultimi 5 anni, tranne 2, per un totale di 188. Il 17 settembre 2006, nella partita vinta 2-0 in casa del West Ham, Given subì un brutto infortunio dopo uno scontro con Marlon Harewood; venne operato d'urgenza all'addome ed i medici paragonarono l'infortunio ad un incidente d'auto. L'irlandese rimase fermo per quasi due mesi rientrando il 15 novembre 2006 in Irlanda 5-0 San Marino. Mentre Given era infortunato, si infortunò anche il vice Harper ed il Newcastle si ritrovò in una vera emergenza portieri; fu costretto ad ingaggiare il vecchio Srníček e ad aggregare in prima squadra il giovane Tim Krul. L'estremo difensore irlandese tornò titolare l'11 novembre 2006 nella partita pareggiata 1-1 in casa dell'Arsenal, rendendosi protagonista di una prestazione eccellente come confermato dal mister Glenn Roeder. Il 1º gennaio 2007, nella partita casalinga pareggiata 2-2 con il Manchester United, Given raggiunse le 400 presenze con la maglia del Newcastle, arrivando al 6º della classifica delle presenze di tutti i tempi per i Magpies. In questa stagione, piuttosto travagliata, Given totalizzò 22 presenze in campionato; il Newcastle si piazzò tredicesimo. In ambito europeo il Newcastle disputò la Coppa UEFA 2006-2007 in cui Given disputò 6 incontri; i Magpies si fermarono agli ottavi, eliminati dall'AZ Alkmaar. In virtù del nuovo regolamento, il Newcastle vinse la Coppa Intertoto 2006 grazie al suo cammino più lungo in Coppa UEFA; Shay Given poté così festeggiare il suo primo successo internazionale. La stagione 2007-2008 di Given terminò prematuramente, in data 23 febbraio 2008, a causa di un infortunio all'inguine procuratosi nella partita persa 1-5 contro il Man Utd. L'irlandese non giocò nessun'altra partita nel prosieguo della stagione. Il Newcastle si piazzò dodicesimo in campionato e Given disputò, prima dell'infortunio, 19 incontri.

#### Manchester City
Il 1º febbraio 2009 viene ufficializzato il suo trasferimento al Manchester City; l'irlandese ha firmato un contratto di quattro anni e mezzo con scadenza nel giugno 2013. Il costo dell'operazione non è chiaro ma pare aggirarsi attorno ai 7 milioni di sterline a salire ad 8 con i bonus. Dopo l'offerta iniziale di £5 milioni, ritenuta da Kinnear "un insulto" al valore del giocatore, i dirigenti del City hanno alzato l'offerta e la trattativa è andata in porto. Ha debuttato con la maglia dei Citiziens in data 7 febbraio 2009 in un incontro di Premier League vinto per 1-0 contro il Middlesbrough, partita nella quale è nominato man of the match. Il 24 aprile 2010, nel secondo tempo di una partita di campionato contro l'Arsenal (0-0), Shay si è procurato un grave infortunio alla spalla che lo terrà fuori fino al termine della stagione. Il calciatore è uscito dal campo in barella usufruendo anche di una bombola d'ossigeno. All'inizio della stagione 2010-2011 ha perso il posto da titolare causa l'exploit del giovane Joe Hart.

#### Aston Villa e Middlesbrough
Il 19 luglio 2011 lascia il Manchester City dopo una stagione e mezza. Si lega all'Aston Villa, che lo rileva per 4 milioni di euro, con cui firma fino al 2016; sorprendente la lunghezza del contratto, considerando la sua età. Debuttò con la nuova maglia nell'incontro pareggiato per 0-0 con il Fulham. Nel corso della stagione 2012-2013 fu retrocesso a riserva in favore di Brad Guzan.
Il 28 novembre 2013 fu ceduto in prestito mensile al Middlesbrough. La sua permanenza fu poi prolungata sino al 22 febbraio 2014, data del suo ultimo incontro con i boros, un pareggio per 0-0 con il Leeds.

#### Stoke City
Il 10 luglio 2015 lo Stoke City annuncia di aver ingaggiato a parametro zero l'esperto portiere facendogli sottoscrivere un contratto biennale.

### Nazionale
Ha fatto il suo debutto con la nazionale irlandese il 23 marzo 1996 in una partita contro la Russia e da allora è stabilmente titolare. Ha partecipato ai Mondiali di calcio FIFA 2002. Il 28 marzo 2007 diventa il portiere con più presenze con la nazionale, battendo il precedente record di Packie Bonner. Il CT Giovanni Trapattoni lo ha definito uno dei migliori portieri al mondo, paragonabile, addirittura, anche a Gianluigi Buffon. Si è ritirato ufficialmente dalla nazionale dopo Euro 2012, salvo poi rendersi disponibile a nuove convocazioni il 14 gennaio 2013.
Viene convocato per gli Europei 2016 in Francia.
Al termine della manifestazione (in cui non ha mai giocato) lascia la nazionale irlandese. Con 134 partite è il secondo giocatore per maggior numero di presenze nella nazionale del suo paese.

## Statistiche

### Presenze e reti nei club
Statistiche aggiornate al 18 settembre 2016.
| Stagione               | Squadra                | Campionato             | Campionato | Campionato | Coppe nazionali | Coppe nazionali | Coppe nazionali | Coppe continentali | Coppe continentali | Coppe continentali | Altre coppe | Altre coppe | Altre coppe | Totale | Totale |
| Stagione               | Squadra                | Comp                   | Pres       | Reti       | Comp            | Pres            | Reti            | Comp               | Pres               | Reti               | Comp        | Pres        | Reti        | Pres   | Reti   |
| ---------------------- | ---------------------- | ---------------------- | ---------- | ---------- | --------------- | --------------- | --------------- | ------------------ | ------------------ | ------------------ | ----------- | ----------- | ----------- | ------ | ------ |
| 1994-1995              | Blackburn              | PL                     | 0          | 0          | FACup+CdL       | 0+1             | 0               | -                  | -                  | -                  | -           | -           | -           | 1      | 0      |
| 1995-gen. 1996         | Swindon Town           | SD                     | 5          | -2         | FACup+CdL       | 0               | 0               | -                  | -                  | -                  | -           | -           | -           | 5      | -2     |
| gen.-giu. 1996         | Sunderland             | FD                     | 17         | -26        | FACup+CdL       | -               | -               | -                  | -                  | -                  | -           | -           | -           | 17     | -26    |
| 1996-1997              | Blackburn              | PL                     | 2          | -1         | FACup+CdL       | 0               | 0               | -                  | -                  | -                  | -           | -           | -           | 2      | -1     |
| Totale Blackburn       | Totale Blackburn       | Totale Blackburn       | 2          | -1         |                 | 1               | 0               |                    | -                  | -                  |             | -           | -           | 3      | -1     |
| 1997-1998              | Newcastle              | PL                     | 24         | -29        | FACup+CdL       | 4+0             | -3              | UCL                | 6                  | -10                | -           | -           | -           | 34     | -42    |
| 1998-1999              | Newcastle              | PL                     | 31         | -45        | FACup+CdL       | 6+2             | -3 + -1         | CdC                | 1                  | -1                 | -           | -           | -           | 40     | -50    |
| 1999-2000              | Newcastle              | PL                     | 14         | -17        | FACup+CdL       | 2+1             | -4 + -2         | -                  | -                  | -                  | -           | -           | -           | 17     | -23    |
| 2000-2001              | Newcastle              | PL                     | 34         | -42        | FACup+CdL       | 0+1             | -1              | -                  | -                  | -                  | -           | -           | -           | 35     | -43    |
| 2001-2002              | Newcastle              | PL                     | 38         | -52        | FACup+CdL       | 5+1             | -6 + -1         | Int                | 6                  | -7                 | -           | -           | -           | 50     | -66    |
| 2002-2003              | Newcastle              | PL                     | 38         | -48        | FACup+CdL       | 1+0             | -3              | UCL                | 12                 | -20                | -           | -           | -           | 51     | -71    |
| 2003-2004              | Newcastle              | PL                     | 38         | -40        | FACup+CdL       | 2+0             | -2              | UCL+CU             | 2+11               | -1 + -9            | -           | -           | -           | 53     | -52    |
| 2004-2005              | Newcastle              | PL                     | 36         | -52        | FACup+CdL       | 3+1             | -4 + -2         | CU                 | 12                 | -9                 | -           | -           | -           | 52     | -67    |
| 2005-2006              | Newcastle              | PL                     | 38         | -42        | FACup+CdL       | 4+2             | -1 + -1         | Int                | 3                  | -4                 | -           | -           | -           | 47     | -48    |
| 2006-2007              | Newcastle              | PL                     | 22         | -27        | FACup+CdL       | 2+1             | -7 + -1         | Int+CU             | 2+6                | -1 + -5            | -           | -           | -           | 33     | -41    |
| 2007-2008              | Newcastle              | PL                     | 19         | -37        | FACup+CdL       | 3+2             | -4 + -2         | -                  | -                  | -                  | -           | -           | -           | 24     | -43    |
| 2008-feb. 2009         | Newcastle              | PL                     | 22         | -37        | FACup+CdL       | 2+2             | -1 + -4         | -                  | -                  | -                  | -           | -           | -           | 26     | -42    |
| Totale Newcastle       | Totale Newcastle       | Totale Newcastle       | 354        | -468       |                 | 47              | -53             |                    | 61                 | -67                |             | -           | -           | 462    | -588   |
| feb.-giu. 2009         | Manchester City        | PL                     | 15         | -18        | FACup+CdL       | 0               | 0               | CU                 | 6                  | -9                 | -           | -           | -           | 21     | -27    |
| 2009-2010              | Manchester City        | PL                     | 35         | -42        | FACup+CdL       | 3+6             | -4 + -6         | -                  | -                  | -                  | -           | -           | -           | 44     | -52    |
| 2010-2011              | Manchester City        | PL                     | 0          | 0          | FACup+CdL       | 0+1             | -2              | UEL                | 3                  | -4                 | -           | -           | -           | 4      | -6     |
| Totale Manchester City | Totale Manchester City | Totale Manchester City | 50         | -60        |                 | 10              | -12             |                    | 9                  | -13                |             | -           | -           | 69     | -85    |
| 2011-2012              | Aston Villa            | PL                     | 32         | -45        | FACup+CdL       | 1+1             | -3 + -2         | -                  | -                  | -                  | -           | -           | -           | 34     | -50    |
| 2012-2013              | Aston Villa            | PL                     | 2          | -4         | FACup+CdL       | 2+5             | -3 + -9         | -                  | -                  | -                  | -           | -           | -           | 9      | -16    |
| 2013-2014              | Middlesbrough          | FLC                    | 16         | -10        | FACup+CdL       | 0               | 0               | -                  | -                  | -                  | -           | -           | -           | 16     | -10    |
| 2014-2015              | Aston Villa            | PL                     | 3          | -8         | FACup+CdL       | 6+1             | -7 + -1         | -                  | -                  | -                  | -           | -           | -           | 10     | -16    |
| Totale Aston Villa     | Totale Aston Villa     | Totale Aston Villa     | 37         | -57        |                 | 16              | -25             |                    | -                  | -                  |             | -           | -           | 53     | -82    |
| 2015-2016              | Stoke City             | PL                     | 3          | -7         | FACup+CdL       | 0+2             | -1              | -                  | -                  | -                  | -           | -           | -           | 5      | -8     |
| 2016-2017              | Stoke City             | PL                     | 5          | -14        | FACup+CdL       | 0+1             | 0               | -                  | -                  | -                  | -           | -           | -           | 6      | -14    |
| Totale Stoke City      | Totale Stoke City      | Totale Stoke City      | 8          | -21        |                 | 3               | -1              |                    | -                  | -                  |             | -           | -           | 11     | -22    |
| Totale carriera        | Totale carriera        | Totale carriera        | 489        | -638       |                 | 77              | -87             |                    | 70                 | -80                |             | -           | -           | 634    | -805   |

### Cronologia presenze in Nazionale
| Cronologia completa delle presenze e delle reti in nazionale ― Irlanda | Cronologia completa delle presenze e delle reti in nazionale ― Irlanda | Cronologia completa delle presenze e delle reti in nazionale ― Irlanda | Cronologia completa delle presenze e delle reti in nazionale ― Irlanda | Cronologia completa delle presenze e delle reti in nazionale ― Irlanda | Cronologia completa delle presenze e delle reti in nazionale ― Irlanda | Cronologia completa delle presenze e delle reti in nazionale ― Irlanda | Cronologia completa delle presenze e delle reti in nazionale ― Irlanda |
| Data                                                                   | Città                                                                  | In casa                                                                | Risultato                                                              | Ospiti                                                                 | Competizione                                                           | Reti                                                                   | Note                                                                   |
| ---------------------------------------------------------------------- | ---------------------------------------------------------------------- | ---------------------------------------------------------------------- | ---------------------------------------------------------------------- | ---------------------------------------------------------------------- | ---------------------------------------------------------------------- | ---------------------------------------------------------------------- | ---------------------------------------------------------------------- |
| 27-3-1996                                                              | Dublino                                                                | Irlanda                                                                | 0 – 2                                                                  | Russia                                                                 | Amichevole                                                             | -2                                                                     | 85’                                                                    |
| 24-4-1996                                                              | Praga                                                                  | Rep. Ceca                                                              | 2 – 0                                                                  | Irlanda                                                                | Amichevole                                                             | -2                                                                     |                                                                        |
| 29-5-1996                                                              | Dublino                                                                | Irlanda                                                                | 0 – 1                                                                  | Portogallo                                                             | Amichevole                                                             | -1                                                                     |                                                                        |
| 2-6-1996                                                               | Dublino                                                                | Irlanda                                                                | 2 – 2                                                                  | Croazia                                                                | Amichevole                                                             | -2                                                                     |                                                                        |
| 4-6-1996                                                               | Rotterdam                                                              | Paesi Bassi                                                            | 3 – 1                                                                  | Irlanda                                                                | Amichevole                                                             | -3                                                                     |                                                                        |
| 9-6-1996                                                               | Foxborough                                                             | Stati Uniti                                                            | 2 – 1                                                                  | Irlanda                                                                | Amichevole                                                             | -2                                                                     |                                                                        |
| 15-6-1996                                                              | East Rutherford                                                        | Bolivia                                                                | 0 – 3                                                                  | Irlanda                                                                | Amichevole                                                             | -                                                                      | 86’                                                                    |
| 31-8-1996                                                              | Eschen                                                                 | Liechtenstein                                                          | 0 – 5                                                                  | Irlanda                                                                | Qual. Mondiali 1998                                                    | -                                                                      |                                                                        |
| 21-5-1997                                                              | Dublino                                                                | Irlanda                                                                | 5 – 0                                                                  | Liechtenstein                                                          | Qual. Mondiali 1998                                                    | -                                                                      |                                                                        |
| 20-8-1997                                                              | Dublino                                                                | Irlanda                                                                | 0 – 0                                                                  | Lituania                                                               | Qual. Mondiali 1998                                                    | -                                                                      |                                                                        |
| 6-9-1997                                                               | Reykjavík                                                              | Islanda                                                                | 2 – 4                                                                  | Irlanda                                                                | Qual. Mondiali 1998                                                    | -2                                                                     |                                                                        |
| 10-9-1997                                                              | Vilnius                                                                | Lituania                                                               | 1 – 2                                                                  | Irlanda                                                                | Qual. Mondiali 1998                                                    | -1                                                                     | 83’                                                                    |
| 29-10-1997                                                             | Dublino                                                                | Irlanda                                                                | 1 – 1                                                                  | Belgio                                                                 | Qual. Mondiali 1998                                                    | -1                                                                     |                                                                        |
| 15-11-1997                                                             | Bruxelles                                                              | Belgio                                                                 | 2 – 1                                                                  | Irlanda                                                                | Qual. Mondiali 1998                                                    | -2                                                                     |                                                                        |
| 25-3-1998                                                              | Olomouc                                                                | Rep. Ceca                                                              | 2 – 1                                                                  | Irlanda                                                                | Amichevole                                                             | -2                                                                     |                                                                        |
| 22-4-1998                                                              | Dublino                                                                | Irlanda                                                                | 0 – 2                                                                  | Argentina                                                              | Amichevole                                                             | -2                                                                     | 46’                                                                    |
| 23-5-1998                                                              | Dublino                                                                | Irlanda                                                                | 0 – 0                                                                  | Messico                                                                | Amichevole                                                             | -                                                                      |                                                                        |
| 5-9-1998                                                               | Dublino                                                                | Irlanda                                                                | 2 – 0                                                                  | Croazia                                                                | Qual. Euro 2000                                                        | -                                                                      |                                                                        |
| 14-10-1998                                                             | Dublino                                                                | Irlanda                                                                | 5 – 0                                                                  | Malta                                                                  | Qual. Euro 2000                                                        | -                                                                      |                                                                        |
| 18-11-1998                                                             | Belgrado                                                               | Jugoslavia                                                             | 1 – 0                                                                  | Irlanda                                                                | Qual. Euro 2000                                                        | -1                                                                     |                                                                        |
| 10-2-1999                                                              | Dublino                                                                | Irlanda                                                                | 2 – 0                                                                  | Paraguay                                                               | Amichevole                                                             | -                                                                      | 67’                                                                    |
| 28-4-1999                                                              | Dublino                                                                | Irlanda                                                                | 2 – 0                                                                  | Svezia                                                                 | Amichevole                                                             | -                                                                      |                                                                        |
| 29-5-1999                                                              | Dublino                                                                | Irlanda                                                                | 0 – 1                                                                  | Irlanda del Nord                                                       | Amichevole                                                             | -1                                                                     |                                                                        |
| 26-4-2000                                                              | Dublino                                                                | Irlanda                                                                | 0 – 1                                                                  | Grecia                                                                 | Amichevole                                                             | -1                                                                     | 46’                                                                    |
| 11-6-2000                                                              | East Rutherford                                                        | Sudafrica                                                              | 1 – 2                                                                  | Irlanda                                                                | Amichevole                                                             | -1                                                                     |                                                                        |
| 15-11-2000                                                             | Dublino                                                                | Irlanda                                                                | 3 – 0                                                                  | Finlandia                                                              | Amichevole                                                             | -                                                                      |                                                                        |
| 24-3-2001                                                              | Nicosia                                                                | Cipro                                                                  | 0 – 4                                                                  | Irlanda                                                                | Qual. Mondiali 2002                                                    | -                                                                      |                                                                        |
| 28-3-2001                                                              | Barcellona                                                             | Andorra                                                                | 0 – 3                                                                  | Irlanda                                                                | Qual. Mondiali 2002                                                    | -                                                                      |                                                                        |
| 25-4-2001                                                              | Dublino                                                                | Irlanda                                                                | 3 – 1                                                                  | Andorra                                                                | Qual. Mondiali 2002                                                    | -1                                                                     |                                                                        |
| 2-6-2001                                                               | Dublino                                                                | Irlanda                                                                | 1 – 1                                                                  | Portogallo                                                             | Qual. Mondiali 2002                                                    | -1                                                                     |                                                                        |
| 6-6-2001                                                               | Tallinn                                                                | Estonia                                                                | 0 – 2                                                                  | Irlanda                                                                | Qual. Mondiali 2002                                                    | -                                                                      |                                                                        |
| 15-8-2001                                                              | Dublino                                                                | Irlanda                                                                | 2 – 2                                                                  | Croazia                                                                | Amichevole                                                             | -                                                                      | 46’                                                                    |
| 1-9-2001                                                               | Dublino                                                                | Irlanda                                                                | 1 – 0                                                                  | Paesi Bassi                                                            | Qual. Mondiali 2002                                                    | -                                                                      |                                                                        |
| 6-10-2001                                                              | Dublino                                                                | Irlanda                                                                | 4 – 0                                                                  | Cipro                                                                  | Qual. Mondiali 2002                                                    | -                                                                      |                                                                        |
| 10-11-2001                                                             | Dublino                                                                | Irlanda                                                                | 2 – 0                                                                  | Iran                                                                   | Qual. Mondiali 2002                                                    | -                                                                      |                                                                        |
| 15-11-2001                                                             | Teheran                                                                | Iran                                                                   | 1 – 0                                                                  | Irlanda                                                                | Qual. Mondiali 2002                                                    | -1                                                                     |                                                                        |
| 13-2-2002                                                              | Dublino                                                                | Irlanda                                                                | 2 – 0                                                                  | Russia                                                                 | Amichevole                                                             | -                                                                      | 46’                                                                    |
| 17-4-2002                                                              | Dublino                                                                | Irlanda                                                                | 2 – 1                                                                  | Stati Uniti                                                            | Amichevole                                                             | -1                                                                     |                                                                        |
| 16-5-2002                                                              | Dublino                                                                | Irlanda                                                                | 1 – 2                                                                  | Nigeria                                                                | Amichevole                                                             | -2                                                                     |                                                                        |
| 1-6-2002                                                               | Niigata                                                                | Irlanda                                                                | 1 – 1                                                                  | Camerun                                                                | Mondiali 2002 - 1º turno                                               | -1                                                                     |                                                                        |
| 5-6-2002                                                               | Kashima                                                                | Germania                                                               | 1 – 1                                                                  | Irlanda                                                                | Mondiali 2002 - 1º turno                                               | -1                                                                     |                                                                        |
| 11-6-2002                                                              | Yokohama                                                               | Arabia Saudita                                                         | 0 – 3                                                                  | Irlanda                                                                | Mondiali 2002 - 1º turno                                               | -                                                                      |                                                                        |
| 16-6-2002                                                              | Suwon                                                                  | Spagna                                                                 | 1 – 1 dts (3 - 2 dtr)                                                  | Irlanda                                                                | Mondiali 2002 - Ottavi di finale                                       | -1                                                                     |                                                                        |
| 21-8-2002                                                              | Helsinki                                                               | Finlandia                                                              | 0 – 3                                                                  | Irlanda                                                                | Amichevole                                                             | -                                                                      | 76’                                                                    |
| 7-9-2002                                                               | Mosca                                                                  | Russia                                                                 | 4 – 2                                                                  | Irlanda                                                                | Qual. Euro 2004                                                        | -4                                                                     |                                                                        |
| 16-10-2002                                                             | Dublino                                                                | Irlanda                                                                | 1 – 2                                                                  | Svizzera                                                               | Qual. Euro 2004                                                        | -2                                                                     |                                                                        |
| 20-11-2002                                                             | Atene                                                                  | Grecia                                                                 | 0 – 0                                                                  | Irlanda                                                                | Amichevole                                                             | -                                                                      |                                                                        |
| 29-3-2003                                                              | Tbilisi                                                                | Georgia                                                                | 1 – 2                                                                  | Irlanda                                                                | Qual. Euro 2004                                                        | -1                                                                     |                                                                        |
| 2-4-2003                                                               | Tirana                                                                 | Albania                                                                | 0 – 0                                                                  | Irlanda                                                                | Qual. Euro 2004                                                        | -                                                                      |                                                                        |
| 30-4-2003                                                              | Dublino                                                                | Irlanda                                                                | 1 – 0                                                                  | Norvegia                                                               | Amichevole                                                             | -                                                                      | 60’                                                                    |
| 7-6-2003                                                               | Dublino                                                                | Irlanda                                                                | 2 – 1                                                                  | Albania                                                                | Qual. Euro 2004                                                        | -1                                                                     |                                                                        |
| 11-6-2003                                                              | Dublino                                                                | Irlanda                                                                | 2 – 0                                                                  | Georgia                                                                | Qual. Euro 2004                                                        | -                                                                      |                                                                        |
| 6-9-2003                                                               | Dublino                                                                | Irlanda                                                                | 1 – 1                                                                  | Russia                                                                 | Qual. Euro 2004                                                        | -1                                                                     |                                                                        |
| 11-10-2003                                                             | Basilea                                                                | Svizzera                                                               | 2 – 0                                                                  | Irlanda                                                                | Qual. Euro 2004                                                        | -2                                                                     |                                                                        |
| 18-11-2003                                                             | Dublino                                                                | Irlanda                                                                | 3 – 0                                                                  | Canada                                                                 | Amichevole                                                             | -                                                                      | 82’                                                                    |
| 18-2-2004                                                              | Dublino                                                                | Irlanda                                                                | 0 – 0                                                                  | Brasile                                                                | Amichevole                                                             | -                                                                      |                                                                        |
| 31-3-2004                                                              | Dublino                                                                | Irlanda                                                                | 2 – 1                                                                  | Rep. Ceca                                                              | Amichevole                                                             | -1                                                                     | 81’                                                                    |
| 28-4-2004                                                              | Bydgoszcz                                                              | Polonia                                                                | 0 – 0                                                                  | Irlanda                                                                | Amichevole                                                             | -                                                                      | 71’                                                                    |
| 27-5-2004                                                              | Dublino                                                                | Irlanda                                                                | 1 – 0                                                                  | Romania                                                                | Amichevole                                                             | -                                                                      |                                                                        |
| 5-6-2004                                                               | Amsterdam                                                              | Paesi Bassi                                                            | 0 – 1                                                                  | Irlanda                                                                | Amichevole                                                             | -                                                                      |                                                                        |
| 18-8-2004                                                              | Dublino                                                                | Irlanda                                                                | 1 – 1                                                                  | Bulgaria                                                               | Amichevole                                                             | -1                                                                     | 71’                                                                    |
| 4-9-2004                                                               | Dublino                                                                | Irlanda                                                                | 3 – 0                                                                  | Cipro                                                                  | Qual. Mondiali 2006                                                    | -                                                                      |                                                                        |
| 8-9-2004                                                               | Basilea                                                                | Svizzera                                                               | 1 – 1                                                                  | Irlanda                                                                | Qual. Mondiali 2006                                                    | -1                                                                     |                                                                        |
| 9-10-2004                                                              | Saint-Denis                                                            | Francia                                                                | 0 – 0                                                                  | Irlanda                                                                | Qual. Mondiali 2006                                                    | -                                                                      |                                                                        |
| 13-10-2004                                                             | Dublino                                                                | Irlanda                                                                | 2 – 0                                                                  | Fær Øer                                                                | Qual. Mondiali 2006                                                    | -                                                                      |                                                                        |
| 16-11-2004                                                             | Dublino                                                                | Irlanda                                                                | 1 – 0                                                                  | Croazia                                                                | Amichevole                                                             | -                                                                      | 77’                                                                    |
| 9-2-2005                                                               | Dublino                                                                | Irlanda                                                                | 1 – 0                                                                  | Portogallo                                                             | Amichevole                                                             | -                                                                      |                                                                        |
| 26-3-2005                                                              | Tel Aviv                                                               | Israele                                                                | 1 – 1                                                                  | Irlanda                                                                | Qual. Mondiali 2006                                                    | -1                                                                     |                                                                        |
| 4-6-2005                                                               | Dublino                                                                | Irlanda                                                                | 2 – 2                                                                  | Israele                                                                | Qual. Mondiali 2006                                                    | -2                                                                     |                                                                        |
| 8-6-2005                                                               | Tórshavn                                                               | Fær Øer                                                                | 0 – 2                                                                  | Irlanda                                                                | Qual. Mondiali 2006                                                    | -                                                                      |                                                                        |
| 17-8-2005                                                              | Dublino                                                                | Irlanda                                                                | 1 – 2                                                                  | Italia                                                                 | Amichevole                                                             | -2                                                                     |                                                                        |
| 7-9-2005                                                               | Dublino                                                                | Irlanda                                                                | 0 – 1                                                                  | Francia                                                                | Qual. Mondiali 2006                                                    | -1                                                                     |                                                                        |
| 8-10-2005                                                              | Nicosia                                                                | Cipro                                                                  | 0 – 1                                                                  | Irlanda                                                                | Qual. Mondiali 2006                                                    | -                                                                      |                                                                        |
| 12-10-2005                                                             | Dublino                                                                | Irlanda                                                                | 0 – 0                                                                  | Svizzera                                                               | Qual. Mondiali 2006                                                    | -                                                                      |                                                                        |
| 1-3-2006                                                               | Dublino                                                                | Irlanda                                                                | 3 – 0                                                                  | Svezia                                                                 | Amichevole                                                             | -                                                                      | 49’                                                                    |
| 24-5-2006                                                              | Dublino                                                                | Irlanda                                                                | 0 – 1                                                                  | Cile                                                                   | Amichevole                                                             | -1                                                                     | 53’                                                                    |
| 2-9-2006                                                               | Stoccarda                                                              | Germania                                                               | 1 – 0                                                                  | Irlanda                                                                | Qual. Euro 2008                                                        | -1                                                                     | 90+2’                                                                  |
| 15-11-2006                                                             | Dublino                                                                | Irlanda                                                                | 5 – 0                                                                  | San Marino                                                             | Qual. Euro 2008                                                        | -                                                                      |                                                                        |
| 24-3-2007                                                              | Dublino                                                                | Irlanda                                                                | 1 – 0                                                                  | Galles                                                                 | Qual. Euro 2008                                                        | -                                                                      |                                                                        |
| 28-3-2007                                                              | Dublino                                                                | Irlanda                                                                | 1 – 0                                                                  | Slovacchia                                                             | Qual. Euro 2008                                                        | -                                                                      | Cap.                                                                   |
| 8-9-2007                                                               | Bratislava                                                             | Slovacchia                                                             | 2 – 2                                                                  | Irlanda                                                                | Qual. Euro 2008                                                        | -2                                                                     |                                                                        |
| 12-9-2007                                                              | Praga                                                                  | Rep. Ceca                                                              | 1 – 0                                                                  | Irlanda                                                                | Qual. Euro 2008                                                        | -1                                                                     |                                                                        |
| 13-10-2007                                                             | Dublino                                                                | Irlanda                                                                | 0 – 0                                                                  | Germania                                                               | Qual. Euro 2008                                                        | -                                                                      |                                                                        |
| 17-10-2007                                                             | Dublino                                                                | Irlanda                                                                | 1 – 1                                                                  | Cipro                                                                  | Qual. Euro 2008                                                        | -1                                                                     |                                                                        |
| 17-11-2007                                                             | Cardiff                                                                | Galles                                                                 | 2 – 2                                                                  | Irlanda                                                                | Qual. Euro 2008                                                        | -2                                                                     |                                                                        |
| 6-2-2008                                                               | Dublino                                                                | Irlanda                                                                | 0 – 1                                                                  | Brasile                                                                | Amichevole                                                             | -1                                                                     |                                                                        |
| 20-8-2008                                                              | Oslo                                                                   | Norvegia                                                               | 1 – 1                                                                  | Irlanda                                                                | Amichevole                                                             | -                                                                      | 46’                                                                    |
| 6-9-2008                                                               | Magonza                                                                | Georgia                                                                | 1 – 2                                                                  | Irlanda                                                                | Qual. Mondiali 2010                                                    | -1                                                                     |                                                                        |
| 10-9-2008                                                              | Podgorica                                                              | Montenegro                                                             | 0 – 0                                                                  | Irlanda                                                                | Qual. Mondiali 2010                                                    | -                                                                      |                                                                        |
| 15-10-2008                                                             | Dublino                                                                | Irlanda                                                                | 1 – 0                                                                  | Cipro                                                                  | Qual. Mondiali 2010                                                    | -                                                                      | 90+3’                                                                  |
| 19-11-2008                                                             | Dublino                                                                | Irlanda                                                                | 2 – 3                                                                  | Polonia                                                                | Amichevole                                                             | -3                                                                     | Cap.                                                                   |
| 11-2-2009                                                              | Dublino                                                                | Irlanda                                                                | 2 – 1                                                                  | Georgia                                                                | Qual. Mondiali 2010                                                    | -1                                                                     |                                                                        |
| 28-3-2009                                                              | Dublino                                                                | Irlanda                                                                | 1 – 1                                                                  | Bulgaria                                                               | Qual. Mondiali 2010                                                    | -1                                                                     |                                                                        |
| 1-4-2009                                                               | Bari                                                                   | Italia                                                                 | 1 – 1                                                                  | Irlanda                                                                | Qual. Mondiali 2010                                                    | -1                                                                     |                                                                        |
| 29-5-2009                                                              | Londra                                                                 | Irlanda                                                                | 1 – 1                                                                  | Nigeria                                                                | Amichevole                                                             | -1                                                                     | 46’                                                                    |
| 6-6-2009                                                               | Sofia                                                                  | Bulgaria                                                               | 1 – 1                                                                  | Irlanda                                                                | Qual. Mondiali 2010                                                    | -1                                                                     |                                                                        |
| 12-8-2009                                                              | Limerick                                                               | Irlanda                                                                | 0 – 3                                                                  | Australia                                                              | Amichevole                                                             | -2                                                                     | 67’                                                                    |
| 5-9-2009                                                               | Nicosia                                                                | Cipro                                                                  | 1 – 2                                                                  | Irlanda                                                                | Qual. Mondiali 2010                                                    | -1                                                                     |                                                                        |
| 10-10-2009                                                             | Dublino                                                                | Irlanda                                                                | 2 – 2                                                                  | Italia                                                                 | Qual. Mondiali 2010                                                    | -2                                                                     |                                                                        |
| 14-10-2009                                                             | Dublino                                                                | Irlanda                                                                | 0 – 0                                                                  | Montenegro                                                             | Qual. Mondiali 2010                                                    | -                                                                      | Cap.                                                                   |
| 14-11-2009                                                             | Dublino                                                                | Irlanda                                                                | 0 – 1                                                                  | Francia                                                                | Qual. Mondiali 2010                                                    | -1                                                                     |                                                                        |
| 18-11-2009                                                             | Saint-Denis                                                            | Francia                                                                | 1 – 1 dts                                                              | Irlanda                                                                | Qual. Mondiali 2010                                                    | -1                                                                     |                                                                        |
| 2-3-2010                                                               | Londra                                                                 | Irlanda                                                                | 0 – 2                                                                  | Brasile                                                                | Amichevole                                                             | -2                                                                     |                                                                        |
| 11-8-2010                                                              | Dublino                                                                | Irlanda                                                                | 0 – 1                                                                  | Argentina                                                              | Amichevole                                                             | -1                                                                     |                                                                        |
| 3-9-2010                                                               | Erevan                                                                 | Armenia                                                                | 0 – 1                                                                  | Irlanda                                                                | Qual. Euro 2012                                                        | -                                                                      |                                                                        |
| 7-9-2010                                                               | Dublino                                                                | Irlanda                                                                | 3 – 1                                                                  | Andorra                                                                | Qual. Euro 2012                                                        | -1                                                                     |                                                                        |
| 8-10-2010                                                              | Dublino                                                                | Irlanda                                                                | 2 – 3                                                                  | Russia                                                                 | Qual. Euro 2012                                                        | -3                                                                     |                                                                        |
| 12-10-2010                                                             | Žilina                                                                 | Slovacchia                                                             | 1 – 1                                                                  | Irlanda                                                                | Qual. Euro 2012                                                        | -1                                                                     |                                                                        |
| 8-2-2011                                                               | Dublino                                                                | Irlanda                                                                | 3 – 0                                                                  | Galles                                                                 | Amichevole                                                             | -                                                                      | Cap.                                                                   |
| 24-5-2011                                                              | Dublino                                                                | Irlanda                                                                | 5 – 0                                                                  | Irlanda del Nord                                                       | Amichevole                                                             | -                                                                      | 72’                                                                    |
| 29-5-2011                                                              | Dublino                                                                | Irlanda                                                                | 1 – 0                                                                  | Scozia                                                                 | Amichevole                                                             | -                                                                      |                                                                        |
| 4-6-2011                                                               | Skopje                                                                 | Macedonia                                                              | 0 – 2                                                                  | Irlanda                                                                | Qual. Euro 2012                                                        | -                                                                      |                                                                        |
| 10-8-2011                                                              | Dublino                                                                | Irlanda                                                                | 0 – 0                                                                  | Croazia                                                                | Amichevole                                                             | -                                                                      | 64’                                                                    |
| 2-9-2011                                                               | Dublino                                                                | Irlanda                                                                | 0 – 0                                                                  | Slovacchia                                                             | Qual. Euro 2012                                                        | -                                                                      |                                                                        |
| 6-9-2011                                                               | Mosca                                                                  | Russia                                                                 | 0 – 0                                                                  | Irlanda                                                                | Qual. Euro 2012                                                        | -                                                                      |                                                                        |
| 7-10-2011                                                              | Andorra La Vella                                                       | Andorra                                                                | 0 – 2                                                                  | Irlanda                                                                | Qual. Euro 2012                                                        | -                                                                      |                                                                        |
| 11-10-2011                                                             | Dublino                                                                | Irlanda                                                                | 2 – 1                                                                  | Armenia                                                                | Qual. Euro 2012                                                        | -1                                                                     | Cap.                                                                   |
| 11-11-2011                                                             | Tallinn                                                                | Estonia                                                                | 0 – 4                                                                  | Irlanda                                                                | Qual. Euro 2012                                                        | -                                                                      |                                                                        |
| 15-11-2011                                                             | Dublino                                                                | Irlanda                                                                | 1 – 1                                                                  | Estonia                                                                | Qual. Euro 2012                                                        | -1                                                                     |                                                                        |
| 29-2-2012                                                              | Dublino                                                                | Irlanda                                                                | 1 – 1                                                                  | Rep. Ceca                                                              | Amichevole                                                             | -1                                                                     |                                                                        |
| 26-5-2012                                                              | Dublino                                                                | Irlanda                                                                | 1 – 0                                                                  | Bosnia ed Erzegovina                                                   | Amichevole                                                             | -                                                                      |                                                                        |
| 4-6-2012                                                               | Budapest                                                               | Ungheria                                                               | 0 – 0                                                                  | Irlanda                                                                | Amichevole                                                             | -                                                                      | 46’                                                                    |
| 10-6-2012                                                              | Breslavia                                                              | Irlanda                                                                | 1 – 3                                                                  | Croazia                                                                | Euro 2012 - 1º turno                                                   | -3                                                                     |                                                                        |
| 14-6-2012                                                              | Danzica                                                                | Spagna                                                                 | 4 – 0                                                                  | Irlanda                                                                | Euro 2012 - 1º turno                                                   | -4                                                                     |                                                                        |
| 18-6-2012                                                              | Breslavia                                                              | Italia                                                                 | 2 – 0                                                                  | Irlanda                                                                | Euro 2012 - 1º turno                                                   | -2                                                                     |                                                                        |
| 3-9-2014                                                               | Dublino                                                                | Irlanda                                                                | 2 – 0                                                                  | Oman                                                                   | Amichevole                                                             | -                                                                      | 46’                                                                    |
| 14-11-2014                                                             | Dublino                                                                | Irlanda                                                                | 4 – 1                                                                  | Stati Uniti                                                            | Amichevole                                                             | -1                                                                     | 85’                                                                    |
| 29-3-2015                                                              | Dublino                                                                | Irlanda                                                                | 1 – 1                                                                  | Polonia                                                                | Qual. Euro 2016                                                        | -1                                                                     |                                                                        |
| 7-6-2015                                                               | Dublino                                                                | Irlanda                                                                | 0 – 0                                                                  | Inghilterra                                                            | Amichevole                                                             | -                                                                      | 61’                                                                    |
| 13-6-2015                                                              | Dublino                                                                | Irlanda                                                                | 1 – 1                                                                  | Scozia                                                                 | Qual. Euro 2016                                                        | -1                                                                     |                                                                        |
| 4-9-2015                                                               | Loulé                                                                  | Gibilterra                                                             | 0 – 4                                                                  | Irlanda                                                                | Qual. Euro 2016                                                        | -                                                                      |                                                                        |
| 7-9-2015                                                               | Dublino                                                                | Irlanda                                                                | 1 – 0                                                                  | Georgia                                                                | Qual. Euro 2016                                                        | -                                                                      |                                                                        |
| 8-10-2015                                                              | Dublino                                                                | Irlanda                                                                | 1 – 0                                                                  | Germania                                                               | Qual. Euro 2016                                                        | -                                                                      | 44’                                                                    |
| 31-5-2016                                                              | Dublino                                                                | Irlanda                                                                | 1 – 2                                                                  | Bielorussia                                                            | Amichevole                                                             | -2                                                                     | 69’                                                                    |
| Totale                                                                 |                                                                        | Presenze (2º posto)                                                    | 134                                                                    |                                                                        | Reti                                                                   | -106                                                                   |                                                                        |

## Palmarès

### Club

#### Competizioni Nazionali
- Campionato inglese: 1

Blackburn Rovers: 1994-1995
- Coppa d'Inghilterra: 1

Manchester City: 2010-2011

#### Competizioni Internazionali
- Coppa Intertoto UEFA: 1

Newcastle United: 2006

### Individuali
- Inserito nella Squadra dell'anno della PFA: 2

2002, 2006
- Giocatore dell'anno della FAI: 2

2005, 2006

## Vita privata
Given ha sposato Jane Cunningham nel 2001 ad Hexham, Inghilterra, da cui ha avuto due figli. 
Inoltre, è un sostenitore della squadra scozzese del Celtic.